# Yassin Elshafei
Yassin Elshafei (arabisch ياسين الشافعى; * 16. Juni 2001 in Kairo) ist ein ägyptischer Squashspieler.

## Karriere
Yassin Elshafei spielte 2019 erstmals und seit 2021 professionell auf der PSA World Tour. Auf dieser gewann er bislang acht Titel. Dabei sicherte er sich seinen ersten Titelgewinn im Oktober 2021 in Bangladesch, wo er im März 2022 auch seinen zweiten Titel gewann. Zwischen April und Mai 2023 folgten die übrigen drei Turniersiege. Seine beste Platzierung in der Weltrangliste erreichte Elshafei mit Rang 64 am 18. November 2024. Für die Weltmeisterschaft 2021/22 erhielt er eine Wildcard und erreichte nach einem Auftakterfolg gegen Asim Khan die zweite Runde, in der er gegen Youssef Soliman ausschied. Im November 2022 gehörte Elshafei zur ägyptischen Mannschaft, die den Titel bei den Mannschafts-Afrikameisterschaften gewann.

## Erfolge
- Afrikameister mit der Mannschaft: 2022
- Gewonnene PSA-Titel: 8